# Uso de mídia social por Donald Trump
O uso de mídias sociais por Donald Trump atraiu atenção mundial desde que ele ingressou no Twitter em maio de 2009. Ao longo de quase doze anos, Trump publicou cerca de 57.000 tweets, incluindo aproximadamente 8.000 durante a campanha eleitoral de 2016 e mais de 25.000 durante sua presidência. A Casa Branca declarou que os tweets deveriam ser considerados declarações oficiais. Quando o Twitter baniu Trump da plataforma em janeiro de 2021, nos últimos dias de seu mandato, sua conta @realDonaldTrump contava com mais de 88,9 milhões de seguidores. Durante a maior parte de sua primeira presidência, sua conta no Twitter, onde frequentemente publicava declarações controversas e falsas [en], permaneceu sem moderação em nome do "interesse público". O Congresso exerceu sua própria forma de moderação, e, diante dessa censura política, seus tweets apenas se intensificaram.
Durante sua campanha de reeleição em 2020, ele sugeriu falsamente que o voto por correspondência ou fraude eleitoral poderiam comprometer a eleição, e, após sua derrota eleitoral, Trump persistentemente questionou os resultados eleitorais, e seus tweets desempenharam um papel na incitação ao ataque ao Capitólio dos EUA. Embora o Senado eventualmente tenha absolvido Trump durante seu segundo impeachment, empresas de redes sociais rapidamente o baniram. Facebook e Instagram suspenderam sua conta por dois anos. Durante a primeira semana de janeiro de 2021, quando Trump foi banido de várias plataformas, a desinformação relacionada às eleições caiu 73 por cento, segundo a empresa de análise de dados Zignal Labs. Em novembro de 2022, o novo proprietário do Twitter, Elon Musk, restaurou sua conta, embora Trump tenha declarado que não a usaria, preferindo sua própria plataforma de mídia social, Truth Social. Em abril de 2023, durante sua audiência de indiciamento, Trump foi advertido pelo juiz interino da Suprema Corte de Nova York, Juan Merchan, a não usar redes sociais para incitar violência.

## Contexto
O surgimento das mídias sociais transformou a forma como a comunicação política ocorre nos Estados Unidos. Instituições políticas, como políticos, partidos políticos, fundações, instituições e think tanks políticos, utilizam plataformas de redes sociais, como Facebook e Twitter, para se comunicar e engajar eleitores. Indivíduos comuns, políticos, comentaristas e líderes de opinião podem expressar suas visões, interagir com uma ampla rede e conectar-se com pessoas de ideias semelhantes. Trump utilizou tanto o narrowcasting quanto o broadcasting em mídias tradicionais com grande eficácia.

## Plataformas

### Twitter

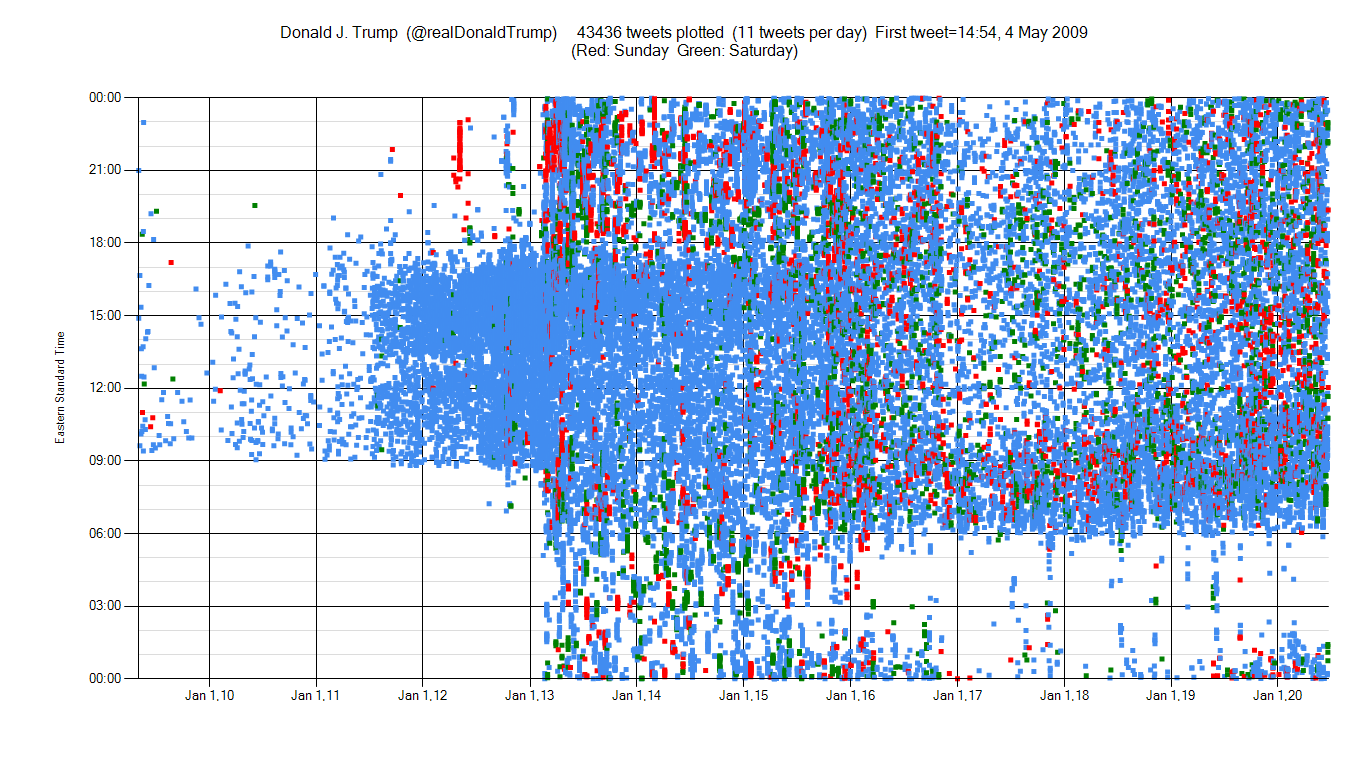
Atividade de tuítes de Trump desde seu primeiro tuíte em maio de 2009. O padrão de sua atividade mudou a partir de 2013.

Durante a maior parte de seu primeiro mandato, sua conta no Twitter, onde frequentemente publicava declarações controversas e falsas, permaneceu sem moderação em nome do "interesse público". Em junho de 2019, a Câmara dos Representantes, em votação majoritariamente partidária, censurou Trump por "comentários racistas" tuitados dois dias antes. Diante dessa censura política, seus tuítes apenas se intensificaram. Uma investigação do The New York Times, publicada em 2 de novembro de 2019, revelou que, durante seu mandato até aquela data, Trump havia retuitado pelo menos 145 contas que "promoviam conteúdo conspiratório ou marginal, incluindo mais de duas dúzias que foram posteriormente suspensas".
Durante sua campanha de reeleição em 2020, ele sugeriu falsamente que o voto por correspondência ou fraude eleitoral poderiam comprometer a eleição, levando o Twitter a remover tais tuítes ou rotulá-los como disputados. Após sua derrota eleitoral, Trump persistentemente questionou os resultados eleitorais nas semanas que antecederam a posse de Joe Biden. Seus tuítes desempenharam um papel na incitação ao ataque ao Capitólio dos EUA em janeiro de 2021, durante a contagem formal dos votos eleitorais. Após seu segundo impeachment, o Twitter suspendeu permanentemente sua conta @realDonaldTrump, seguida pela conta oficial de sua campanha (@TeamTrump) e contas de aliados que publicavam em seu nome, como o diretor digital da campanha de Trump, Gary Coby. O Twitter também removeu três tuítes de Trump na conta @POTUS e restringiu o acesso à conta presidencial até a posse de Joe Biden.
Enquanto Trump continuava a emitir breves comunicados, sua porta-voz Liz Harrington tuitava capturas de tela deles sob o logotipo Save America de junho de 2021 a junho de 2022. Em novembro de 2022, o novo proprietário do Twitter, Elon Musk, restaurou sua conta, e o primeiro tuíte desde 2021 foi feito em agosto de 2023 sobre sua foto de identificação na prisão do condado de Fulton, mas a conta permaneceu inativa até ele tuitar novamente em agosto de 2024. Em abril de 2023, durante sua audiência de indiciamento, Trump foi advertido pelo juiz interino da Suprema Corte de Nova York, Juan Merchan, a não usar redes sociais para incitar violência.

### Facebook e Instagram

#### Banido de ambas as plataformas
Outrora um usuário prolífico, Donald Trump foi impedido de publicar novo conteúdo no Facebook e no Instagram de 6 de janeiro de 2021 a 7 de fevereiro de 2023.
Em 6 de janeiro de 2021, durante o ataque ao Capitólio enquanto o Congresso contava os votos eleitorais, Trump publicou um breve vídeo. O Facebook removeu o vídeo e bloqueou a capacidade de Trump de publicar novo conteúdo em ambas as plataformas. O vice-presidente de integridade do Facebook, Guy Rosen, explicou que o vídeo "contribui para, em vez de diminuir, o risco de violência contínua". (O YouTube também removeu o mesmo vídeo. O Twitter inicialmente desativou os comentários; mais tarde, o tuíte foi excluído.) No dia seguinte, o Facebook anunciou que o bloqueio permaneceria pelo menos até o fim do mandato de Trump, em 20 de janeiro. Em 5 de maio de 2021, após avaliar a possibilidade de restabelecer a conta de Trump, o Conselho de Supervisão do Facebook manteve as suspensões no Facebook e Instagram, mas instruiu a Facebook, Inc. a reavaliar o banimento indefinido em seis meses, afirmando que "não é permitido ao Facebook manter um usuário fora da plataforma por um período indefinido, sem critérios para quando ou se a conta será restaurada". Um mês depois, o Facebook decidiu estender o banimento de Trump por dois anos, considerando que suas ações "merecem a penalidade mais alta disponível sob os novos protocolos de aplicação", e reavaliar seu caso não antes de 7 de janeiro de 2023.
Em 7 de julho de 2021, Trump entrou com uma ação coletiva contra Facebook, Google e Twitter, alegando que eles praticaram "censura ilegal e vergonhosa do povo americano". Na época, especialistas jurídicos afirmaram que a ação tinha poucas chances de sucesso.
Em 7 de fevereiro de 2023, a Meta restabeleceu Trump no Facebook e Instagram, após anunciar duas semanas antes que o risco à segurança pública havia "recedido o suficiente". A Meta afirmou que haveria “novas barreiras para evitar reincidências” e que Trump poderia ser banido por até dois anos no futuro em caso de novas infrações.
Em 17 de março de 2023, Trump fez sua primeira postagem no Facebook desde sua reintegração: um clipe de vídeo de seu discurso de vitória após a eleição presidencial de 2016, no qual ele afirmou: "Desculpe-me por fazer vocês esperarem. Negócio complicado. Complicado."
Em janeiro de 2025, a Meta concordou em pagar 25 milhões de dólares para resolver o processo de 2021 movido por Trump sobre sua suspensão.

#### Facebook
Durante sua campanha de 2016, Trump publicou diversos anúncios em sua página no Facebook atacando Hillary Clinton. Os anúncios incluíam paródias de Pokémon Go e Ms. Pac-Man, retratando Hillary Clinton como um Pokémon e como Ms. Pac-Man. A revista Wired alegou que Trump pagou menos por anúncio do que Clinton, mas o Facebook contra-argumentou que Trump havia pago mais.
Trump também usou a plataforma para emitir um pedido de desculpas pelo  fita do Access Hollywood. Como presidente, ele foi criticado por postar uma notícia sobre um suposto banimento de viagens do Kuwait semelhante ao Decreto Executivo 13769; o ministro das Relações Exteriores do Kuwait confirmou que tal banimento não existia.
Em 2017, o Facebook informou os comitês da Câmara e do Senado em suas investigações sobre a interferência russa nas eleições dos EUA. Durante as audiências, o Facebook revelou que contas ligadas ao governo russo haviam comprado aproximadamente 100.000 dólares em anúncios no Facebook durante a campanha eleitoral. Em resposta, Trump criticou o Facebook em uma série de tuítes em 27 de setembro de 2017. "O Facebook sempre foi anti-Trump", disse ele, estendendo a mesma crítica às "redes", ao The New York Times e ao The Washington Post. O CEO do Facebook, Mark Zuckerberg, respondeu em uma postagem no Facebook: "Trump diz que o Facebook é contra ele. Liberais dizem que ajudamos Trump. Ambos os lados estão chateados com ideias e conteúdos de que não gostam. É assim que funciona gerenciar uma plataforma para todas as ideias."
Um grande grupo no Facebook chamado "Stop the Steal" era dedicado à ideia de que a eleição de novembro de 2020 foi "roubada" de Trump por algum tipo de fraude. Dois dias após a eleição, o Facebook baniu o grupo e suas hashtags.

#### Instagram
Inicialmente, Trump usava sua conta pessoal no Instagram (@realDonaldTrump) principalmente para compartilhar fotos pessoais, incluindo imagens com seus netos. Em setembro de 2015 – então com cerca de 377 mil seguidores – ele utilizou a plataforma para lançar um anúncio político. Esse anúncio, "Ato de Amor", atacava o adversário nas primárias Jeb Bush sobre o tema da imigração [en]. Junto com as respostas de Bush, demonstrou que o Instagram poderia ser uma ferramenta política, além de apenas um aplicativo de compartilhamento de fotos pessoais. Trump também usou a plataforma para contribuir com a controvérsia sobre o filme de 2016 Ghostbusters, postando um vídeo criticando o elenco totalmente feminino. Em resposta, o diretor Paul Feig afirmou que "apoiadores de Trump" eram responsáveis por parte do "ódio na internet" dirigido ao filme.
Quando Trump se tornou presidente, sua conta pessoal tinha crescido para mais de 5 milhões de seguidores. Ele também assumiu o controle de uma conta oficial (@whitehouse), onde postou fotos de sua posse. Na época, esperava-se que a conta oficial apresentasse principalmente o trabalho do fotógrafo oficial da Casa Branca após a seleção de um; no entanto, Shealah Craighead contribuiu relativamente pouco, especialmente em comparação com o trabalho de Pete Souza durante a administração Obama.

### Reddit
Em 27 de julho de 2016, Trump participou de um Ask Me Anything (AMA), respondendo a perguntas enviadas por usuários da comunidade Reddit r/The_Donald [en]. Ele abordou temas que variaram desde viés da mídia [en] e voto fraudulento até a NASA, incluindo uma questão sobre vistos H-1B [en] feita pelo personalidade de mídia de extrema-direita Milo Yiannopoulos. Trump também publicou várias mensagens pré-debate no subreddit.

### YouTube
De 2011 até 2013 ou 2014, Trump criou mais de 80 episódios de um vlog no YouTube chamado "From the Desk of Donald Trump". Nele, ele discutiu uma variedade de tópicos, desde questões sérias, como a Guerra Civil Líbia, o Obamacare e o mercado de trabalho americano, até assuntos menos relevantes, como a festa do Oscar da Vanity Fair e sua antipatia pelos anúncios de perguntas retóricas de Mike McGlone para a GEICO. Em vários episódios, ele especulou sobre uma possível candidatura presidencial em 2012 que nunca se concretizou, mas muitos dos temas abordados no vlog fizeram parte de sua bem-sucedida campanha em 2016. Até junho de 2017, a maioria desses vídeos não estava mais disponível no YouTube sob a conta de Trump.
A conta de Trump no YouTube foi suspensa por violações de política por pelo menos sete dias em 13 de janeiro de 2021, após o ataque ao Capitólio dos Estados Unidos; durante esse período, não era mais possível fazer upload de novos vídeos no site. Em 26 de janeiro de 2021, o YouTube estendeu o banimento, afirmando: "À luz das preocupações sobre o potencial contínuo de violência, o canal Donald J. Trump permanecerá suspenso. Nossas equipes estão vigilantes e monitorando de perto quaisquer novos desenvolvimentos." Em 4 de março de 2021, a CEO do YouTube, Susan Wojcicki, afirmou que o YouTube suspenderia a suspensão do canal de Trump quando "o risco de violência diminuir". Em 7 de julho de 2021, Trump entrou com uma ação coletiva contra o YouTube e sua CEO. Em 17 de março de 2023, o YouTube restabeleceu a conta de Trump no YouTube.

### Snapchat
Em 3 de junho de 2020, o Snapchat anunciou que não promoveria mais a conta de Trump em sua página "Discover", que seleciona histórias de celebridades e políticos. Isso ocorreu após o presidente compartilhar sua controversa foto de 1º de junho em frente à Igreja de São João, tirada após a dispersão de manifestantes da área com gás lacrimogêneo. Ele também compartilhou capturas de tela de vários tuítes. Três dias antes, o cofundador e CEO Evan Spiegel [en] enviou um memorando interno declarando que "não podemos promover contas na América que estejam ligadas a pessoas que incitam violência racial, seja dentro ou fora de nossa plataforma".
Em 6 de janeiro de 2021, após o ataque ao Capitólio dos Estados Unidos, o Snapchat bloqueou a conta de Trump. A empresa anunciou em 13 de janeiro de 2021 que manteria a conta bloqueada permanentemente.

### Twitch
Trump possui uma conta no Twitch usada principalmente para transmitir seus comícios. Em 29 de junho de 2020, sua conta foi temporariamente banida. O Twitch afirmou que o banimento foi devido a violações de suas regras contra discurso de ódio. Eles destacaram um incidente em 2016, no qual Trump fez comentários sobre estupradores, traficantes de drogas e criminosos vindo do México, e um incidente em seu comício em Tulsa, Oklahoma, em 2020, onde ele contou uma história fictícia sobre um "hombre durão" invadindo a casa de alguém como prova dessas violações. Este banimento foi suspenso duas semanas depois.
Em 7 de janeiro de 2021, a conta de Trump no Twitch foi desativada indefinidamente. Isso foi feito em resposta à suposta incitação de Trump ao ataque ao Capitólio. Em 19 de julho de 2024, o Twitch restabeleceu a conta de Trump no Twitch.

### Triller
Em agosto de 2020, Trump ingressou no Triller [en], sendo imediatamente verificado e promovido na plataforma. Sua ação foi interpretada por muitos como uma medida contra o TikTok, um concorrente chinês do Triller. Trump havia ameaçado anteriormente banir o TikTok.

### Parler
O Parler, uma plataforma de mídia social lançada em 2018, atraiu apoiadores de Donald Trump desde o início. A campanha de Trump mantém uma conta no Parler, embora o próprio Trump não tivesse uma conta pessoal até o início de janeiro de 2021. Outros usuários do Parler incluem o ex-diretor de campanha de Trump, Brad Parscale; seu filho, Eric Trump; o senador Ted Cruz; e a secretária de imprensa da Casa Branca, Kayleigh McEnany. Após o Facebook banir o grupo "Stop the Steal" poucos dias depois da eleição de novembro de 2020, muitos desses indivíduos migraram para o Parler. Havia especulações de que Trump poderia migrar para o Parler, embora a plataforma permanecesse relativamente pequena em comparação com o Twitter, ao qual ele estava acostumado. Após Trump ser banido do Twitter e de outras plataformas, seu genro Jared Kushner teria impedido sua migração para o Parler e o Gab.

### Gab
No início de fevereiro de 2021, vários meios de comunicação relataram erroneamente que o ex-presidente Trump havia se juntado ao Gab com o identificador @realdonaldtrump. O The Independent especulou que "a confusão surgiu devido à presença de uma marca de verificação azul indicando que a conta era verificada", e a Vice News sugeriu que a biografia da conta, que dizia "45º Presidente dos Estados Unidos da América. Postagens sem censura do feed @realDonaldTrump", também causou confusão. A postagem no Gab, que foi confundida com uma de Trump, era na verdade do CEO do Gab, Andrew Torba, e continha uma cópia de uma carta genuína enviada pelos advogados de Trump ao representante democrata Jamie Raskin, que havia convocado Trump a testemunhar em seu segundo processo de impeachment. Milhares de usuários no Gab, incluindo influenciadores QAnon, também foram levados a acreditar, após a postagem, que Trump havia ingressado na plataforma com esse identificador. Torba respondeu aos relatos falsos em uma postagem no Gab, afirmando que "@realdonaldtrump é e sempre foi um arquivo espelhado dos tuítes e declarações do POTUS que mantemos há anos. Sempre fomos transparentes sobre isso e, obviamente, informaríamos as pessoas se o presidente começasse a usá-lo." Ele também criticou os meios de comunicação que relataram falsamente que Trump havia ingressado na plataforma. Em resposta aos relatos falsos, a conta @realdonaldtrump no Gab fez uma postagem fixada, afirmando que a conta está reservada para Trump e incentivando os usuários do Gab a enviar mensagens a Trump pedindo que ele ingressasse na plataforma.

### Rumble
Em 26 de junho de 2021, Trump ingressou na plataforma de hospedagem de vídeos Rumble em preparação para gravar seu comício em Ohio. Em 14 de dezembro de 2021, foi anunciado que o Rumble já estava fornecendo serviços de nuvem para o site beta do Truth Social.

### Gettr
Uma nova plataforma chamada Gettr foi lançada em 4 de julho de 2021, com Jason Miller, ex-assessor das campanhas de Trump em 2016 e 2020, como CEO. Trump não estava envolvido diretamente com o Gettr, embora Miller esperasse que ele ingressasse na plataforma. O Gettr foi projetado como uma alternativa às principais plataformas de mídia social, promovendo liberdade de expressão e combatendo a cultura do cancelamento, mas enfrentou desafios iniciais, incluindo uma breve invasão hacker no dia do lançamento e a presença de conteúdo extremo, como racismo, antissemitismo e propaganda terrorista.

### TikTok
Embora Trump tenha ameaçado banir o TikTok anteriormente, em 2 de junho de 2024, ele fez sua primeira postagem na plataforma.

## Atividade em mídia autohospedada
Logo após deixar o cargo, Trump incorporou discretamente a Trump Media and Technology Group em fevereiro de 2021, uma empresa sem financiamento significativo. Em 21 de março, Trump publicou uma declaração em seu novo site, 45office.com, que foi "curtida e compartilhada" centenas de milhares de vezes no Facebook e Twitter. No mesmo dia, o conselheiro de Trump, Jason Miller, afirmou na Fox News que Trump "retornaria às redes sociais em provavelmente dois ou três meses" ao fundar uma nova rede que "redefiniria completamente o jogo". Ele disse esperar "dezenas de milhões" de usuários. Em 20 de outubro de 2021, a Trump Media and Technology Group obteve centenas de milhões de dólares em financiamento ao concordar em se fundir com a Digital World Acquisition, e a criação antecipada de um aplicativo de mídia social chamado "Truth Social" foi anunciada no mesmo dia.

### 45office.com
Em 21 de março de 2021, Trump publicou uma declaração sobre a fronteira EUA-México em seu site 45office.com, que foi "curtida e compartilhada mais de 661.000 vezes" no Facebook e Twitter, embora ele próprio já estivesse banido dessas plataformas. A existência do site 45office.com foi formalmente anunciada uma semana depois, em 29 de março. O site incluía uma biografia e fotos de Trump e sua esposa. Visitantes podiam fazer solicitações de saudações personalizadas ou presença em eventos. O site centrava-se em uma história da presidência de Donald Trump que não mencionava os dois impeachments, o número de mortes por COVID-19, a crise econômica após a pandemia ou o ataque ao Capitólio que marcou o fim de seu mandato.

### From the Desk of Donald J. Trump
Em 4 de maio de 2021, Trump lançou uma nova página na web, "From the Desk of Donald J. Trump," no site de seu comitê de ação política DonaldJTrump.com, onde publicava mensagens com menos de 280 caracteres que os visitantes podiam compartilhar no Facebook ou Twitter (plataformas que haviam banido Trump de ter contas próprias). Embora o site se apresentasse como uma "plataforma de comunicações" onde seus apoiadores poderiam "falar livremente e com segurança", não havia como os usuários publicarem conteúdo próprio ou responderem às postagens de Trump. No dia do lançamento do blog, ele teve 159.702 interações nas redes sociais; no segundo dia, menos de um quinto desse número; e nos dias seguintes, pelo menos nas duas semanas subsequentes, nunca alcançou 10% das interações do primeiro dia. De acordo com uma estimativa do The Washington Post, em meados de maio, "o site de Trump – incluindo seu novo blog, página de arrecadação de fundos e loja online – atraiu menos visitantes estimados do que o serviço de adoção de animais Petfinder e o site de receitas Delish." O site foi fechado permanentemente menos de um mês após seu lançamento.

## Truth Social
Em 20 de outubro de 2021, foi anunciado que Trump lançaria uma nova rede social chamada Truth Social. A plataforma é administrada pela Trump Media & Technology Group, uma empresa incorporada em fevereiro de 2021 e que, em 20 de outubro de 2021, fechou um acordo para se fundir com uma empresa de aquisição de propósito especial, a Digital World Acquisition, que a financiará. O Comitê Nacional Republicano enviou um e-mail no dia seguinte pedindo aos apoiadores que se juntassem ao Truth Social. O Truth Social estreou na App Store da Apple em fevereiro de 2022, e, segundo relatos, registrou 1,2 milhão de instalações até o final de março.
De acordo com relatos, Trump possui um acordo de licenciamento com a TMTG que o obriga a usar o Truth Social como sua principal plataforma de mídia social e a esperar pelo menos seis horas antes de republicar conteúdo em qualquer outra plataforma de mídia social, com algumas exceções para atividades políticas.
Em 2023, em relação ao seu processo federal por supostamente incitar o ataque ao Capitólio dos Estados Unidos em 6 de janeiro, Trump fez uma postagem no Truth Social afirmando "SE VOCÊ VEM ATRÁS DE MIM, EU VOU ATRÁS DE VOCÊ!", o que foi interpretado pelos promotores como uma ameaça a "testemunhas, juízes, advogados e outros associados aos assuntos legais pendentes contra ele". Como resultado, o Departamento de Justiça solicitou uma ordem de proteção contra Donald Trump para impedi-lo de fazer declarações públicas sobre o caso. A ordem foi emitida em 11 de agosto de 2023.
Conforme Trump enfrentava mais problemas legais, incluindo a perspectiva de mais julgamentos civis e criminais, ele fez várias postagens apaixonadas no Truth Social sobre esses assuntos e as pessoas envolvidas. Comentadores descreveram algumas delas como 'desabafos' e 'descontroladas'.
Em abril de 2024, Trump foi considerado em desacato ao tribunal em um tribunal de Nova York em relação a postagens no Truth Social sobre seu julgamento por falsificação de registros comerciais (o chamado "julgamento de suborno") que violaram uma ordem de silêncio emitida pelo tribunal. Para cumprir as ordens do tribunal, Trump excluiu as postagens do Truth Social.